# Марково (Новгородский район)
Марко́во — деревня в Новгородском муниципальном районе Новгородской области, входит в состав Савинского сельского поселения.
Марково расположено на левом берегу реки Вишера, на расстоянии 15 км по дороге от деревни Новоселицы.
На противоположном берегу Вишеры находится деревня Рушиново, а в 1,5 км выше по течению — деревня Мытно.
| 2010 |
| ---- |
| 36   |

## История
Усадище (фигурирует в документах и в качестве сельца) Марково в составе Рождественского Мытенского погоста упоминается в 1724 и 1748 годах при описании дворянских имений Обонежской пятины, как владение Тимофея Ивановича Рябинина на 1724 год, и Фёдора Тимофеевича Рябинина (1700-?) по состоянию на 1748 год.
На карте Новгородской губернии за 1847 год (составления Безкорниловича М. О.) деревня фигурирует, как сельцо Марково.
До упразднения Новгородской губернии Марково находилось в составе Папоротско-Островской волости Крестецкого уезда.
После упразднения Новгородской губернии деревня относилась к Мытненскому сельсовету Новгородского района Ленинградской области, с 5 июля 1944 года в Новгородской области.
До весны 2014 года деревня входила в состав ныне упразднённого Новоселицкого сельского поселения.

## Транспорт
Через деревню проходит автомобильная дорога от федеральной автомобильной дороги «Россия» М10 (E 105) до дороги Р53 (Спасская Полисть — Селищи — Малая Вишера — Любытино — Боровичи). Ближайшая железнодорожная станция расположена на главном ходу Октябрьской железной дороги — в городе Малая Вишера, в 44 км по автомобильной дороге, а также станция Новгород-на-Волхове в Великом Новгороде. В деревне есть мост, через Вишеру соединяющий её с деревней Рушиново.